# Eendrachtspark

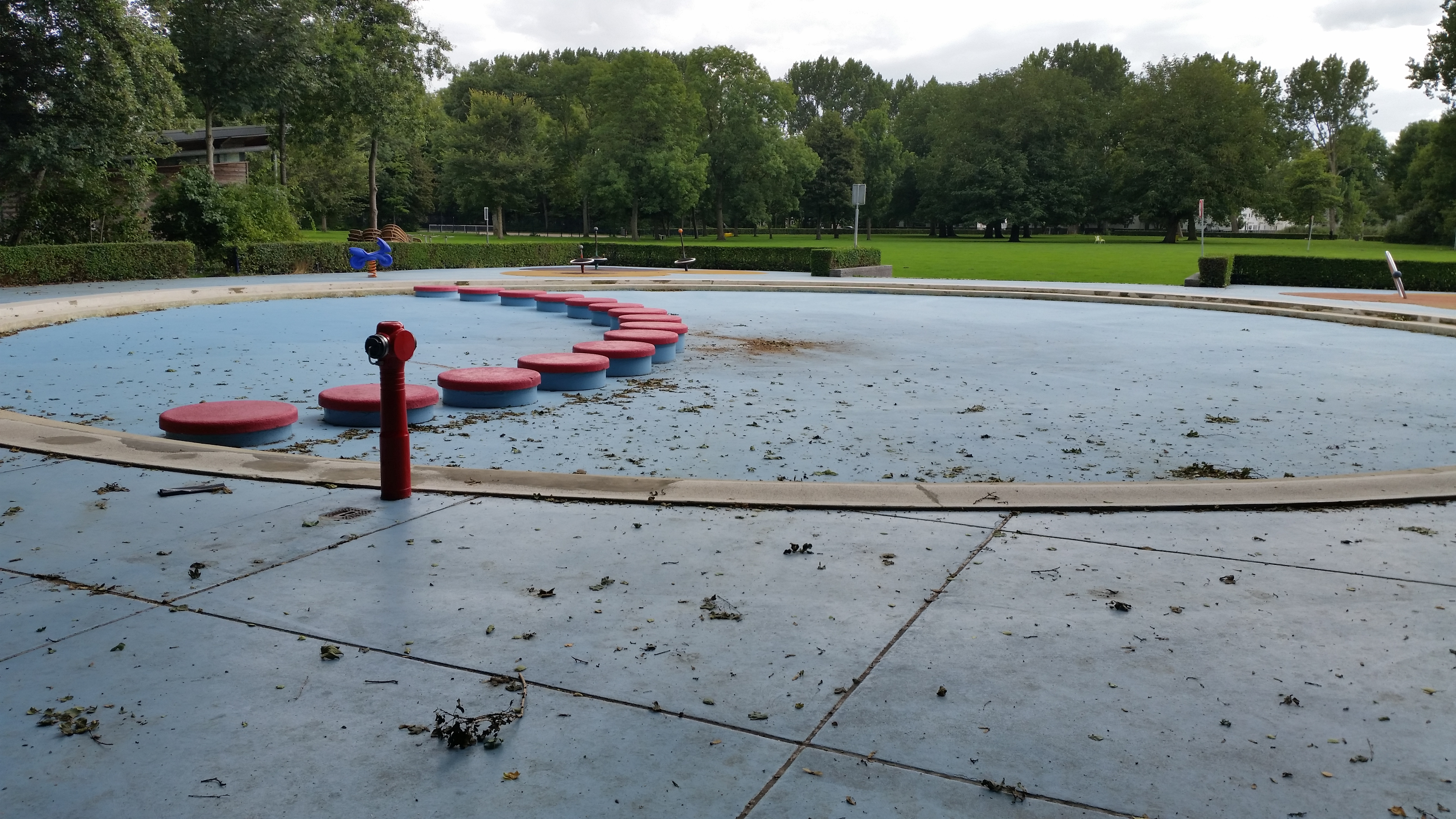
Pierenbad Eendrachtspark (augustus 2020)

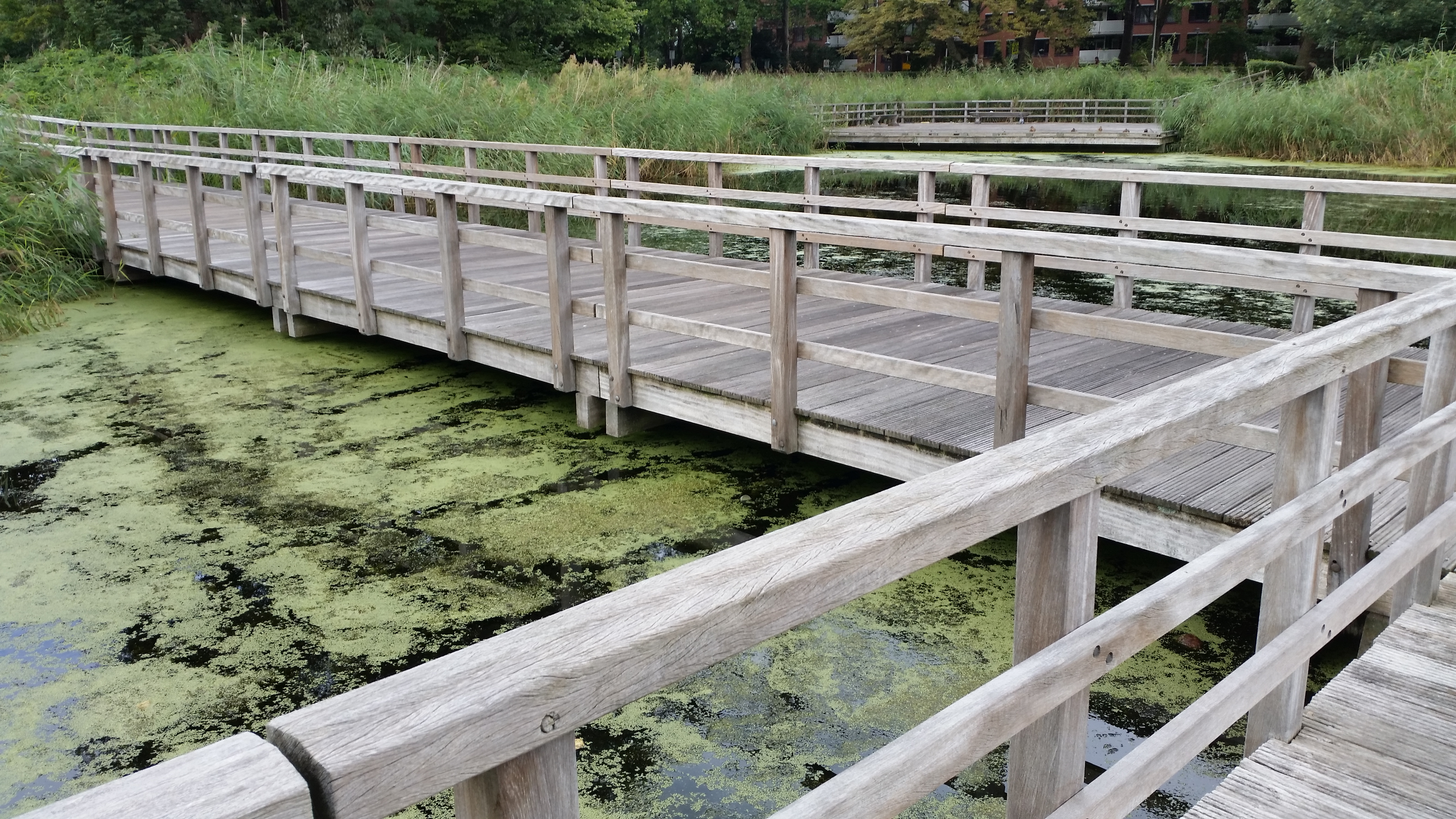
Brug 2370 (augustus 2020)

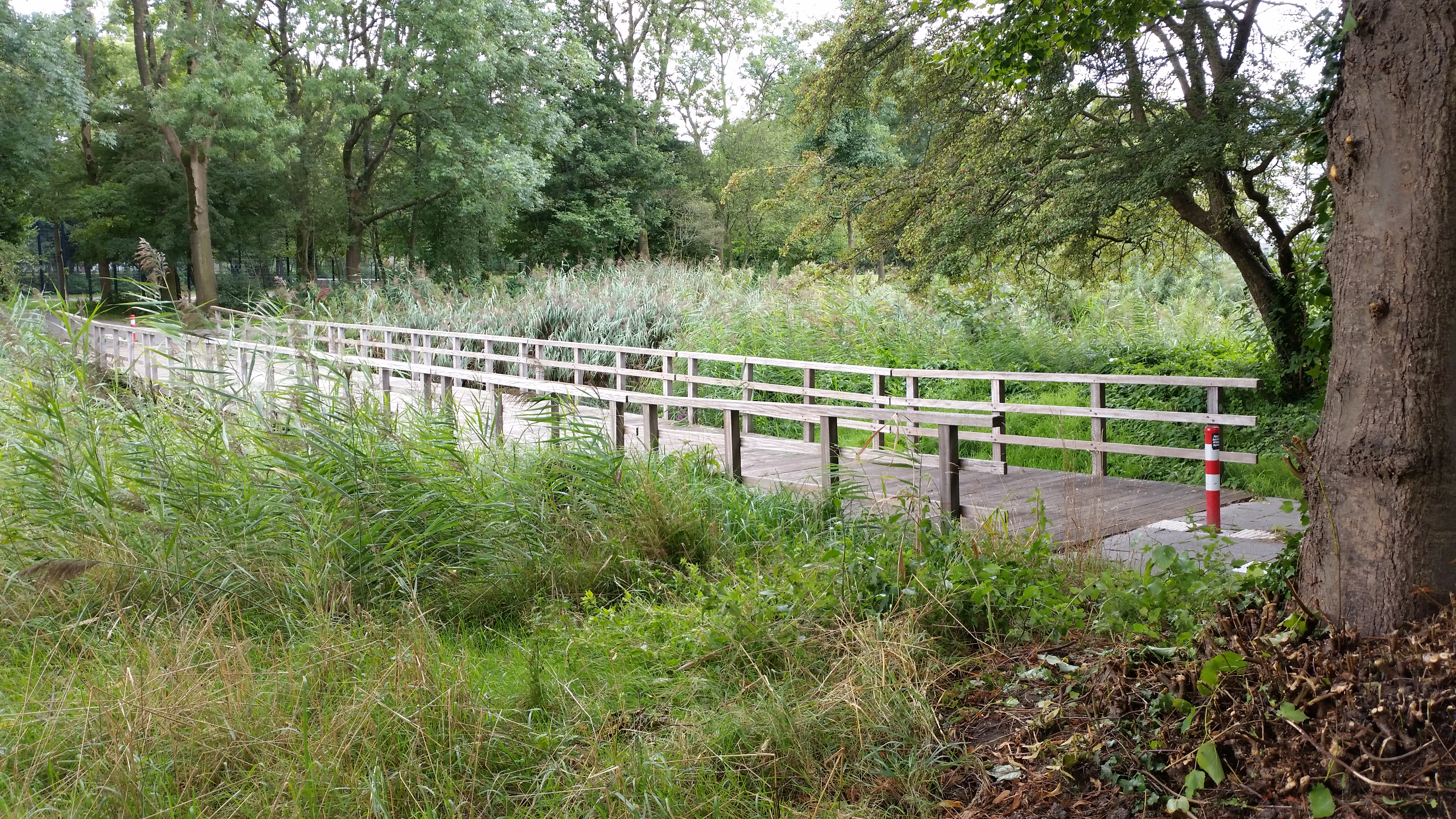
Brug 2371 (augustus 2020)

Het Eendrachtspark is een stadspark in Amsterdam Nieuw-West. 

## Geschiedenis en ligging
Het park werd aangelegd in de jaren zestig naar een plattegrond van Cor van Eesteren en Ko Mulder in het Algemeen Uitbreidingsplan (AUP), maar er net buiten liggend. Het werd in 1959 vernoemd naar de Eendracht, een veenderij ten zuiden van de Haarlemmerweg. Tuinarchitect Evert Mos maakte het ontwerp voor de inrichting.
Het park ligt tussen de tuinsteden Slotermeer en Geuzenveld. Het wordt aan de noordzijde begrensd door de Ruys de Beerenbrouckstraat (noord) en aan de zuidzijde door de Albardagracht. De oostgrens bestaat uit een afwateringstocht. In het westen staat het Parkrandgebouw van MVRDV uit 2002-2007.
Aan de zuidzijde van het park was een schiereiland waar een aantal scholen waren gevestigd dat bekendstond als het Scholeneiland.
Het park werd in 1990 ingedeeld bij stadsdeel Geuzenveld-Slotermeer, sinds 2010 Nieuw-West. Vanaf 2005 onderging het park een grote opknapbeurt.
Eendrachtspark ligt in de gelijknamige buurt, die het park omvat, maar in het noorden doorloopt tot aan de Haarlemmerweg.

## Speelplaats
Aan de noordzijde van het park is een speelplaats ingericht. Deze heeft als centraal punt een pierenbad ontworpen door Aldo van Eyck. Hij ontwierp ook voor hier een rond pierenbadje met daarin stapstenen, die een tegendraads cirkelfragment vormen. Die stapstenen zijn ter bescherming van vallende kinderen afgedekt met rubberen deksels. Er staan na vernieuwing van de speelplaats ook nog twee iglo’s van Van Eyck. De speelplaats werd aangevuld met modernere speeltoestellen.

## Brug 2370 en 2371
Bij de herinrichting van het park rond 2005 werden twee houten voetgangersbruggen gebouwd. Brug 2370 is daarbij een haakvormige brug die het voetpad draagt tussen twee plaatsen aan een oever van een binnenmeertje. Brug 2371 is een gangbare rechte brug over de in- en uitgang van genoemd meertje naar een afwateringstocht, deel uitmakend van de plattegrond van Geuzeveld.

## Kunst in het Eendrachtspark

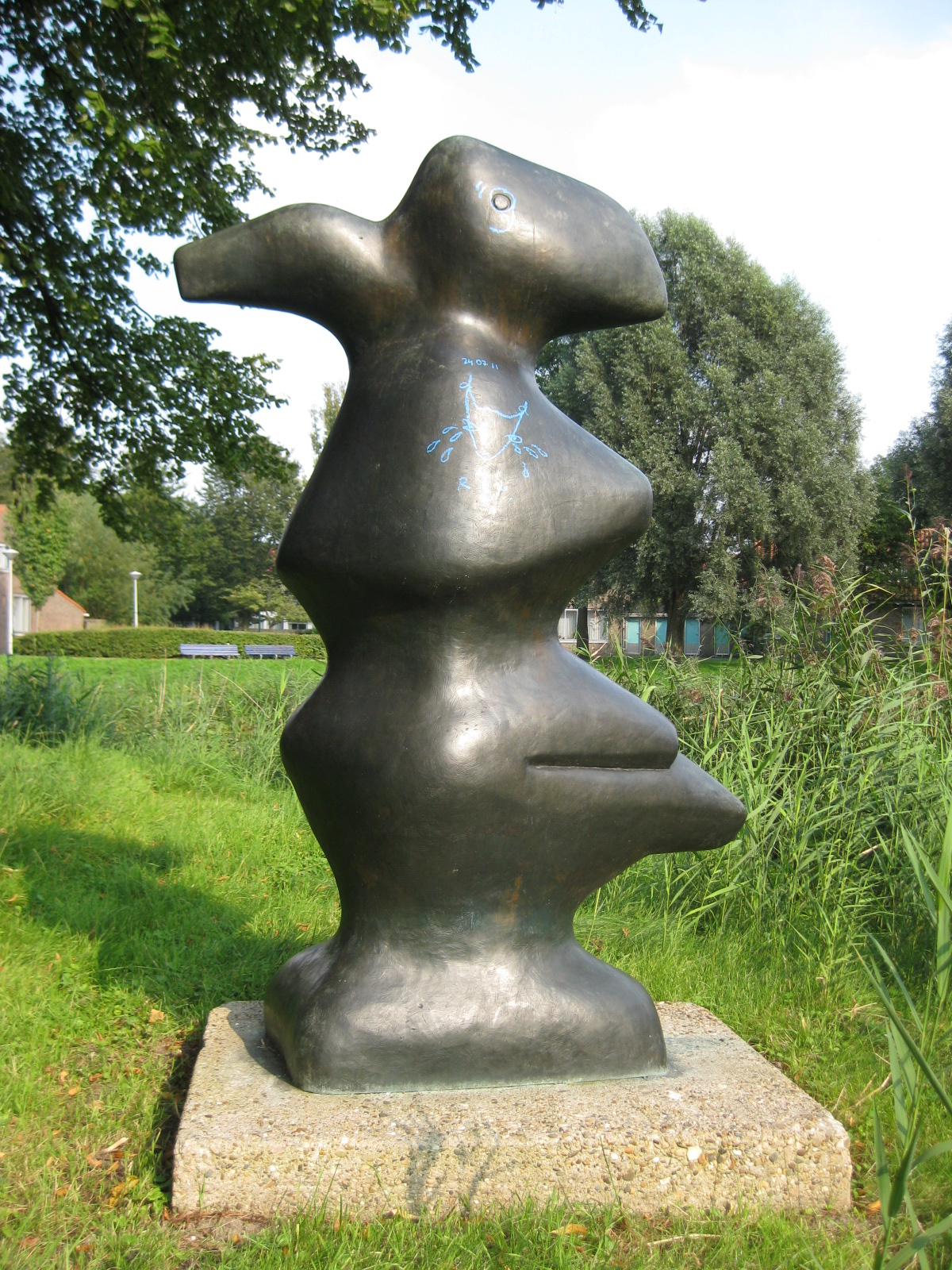
Vogelgod van Leo Braat uit 1971.
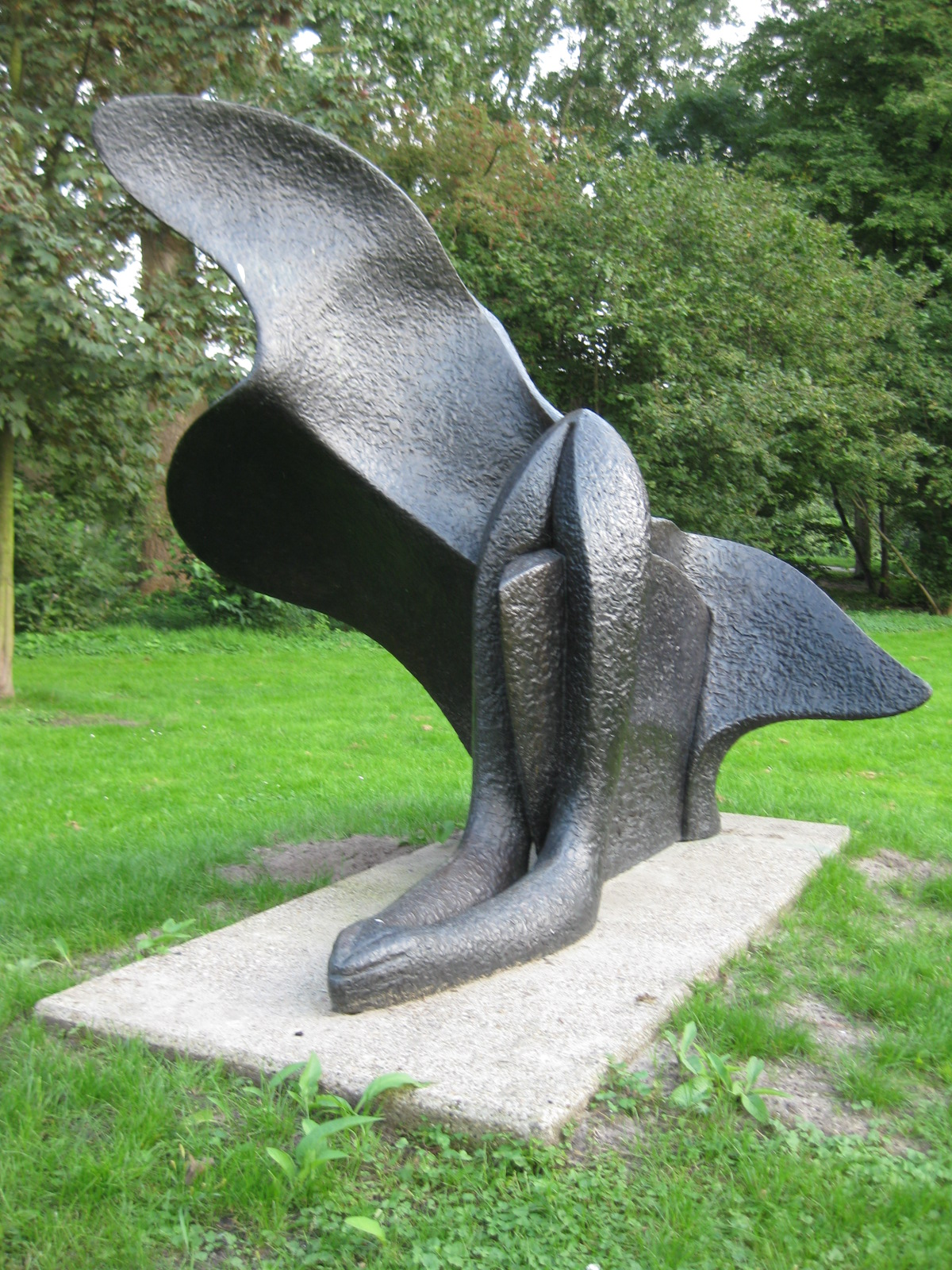
Love sphinx van Carel Kneulman uit 1974.
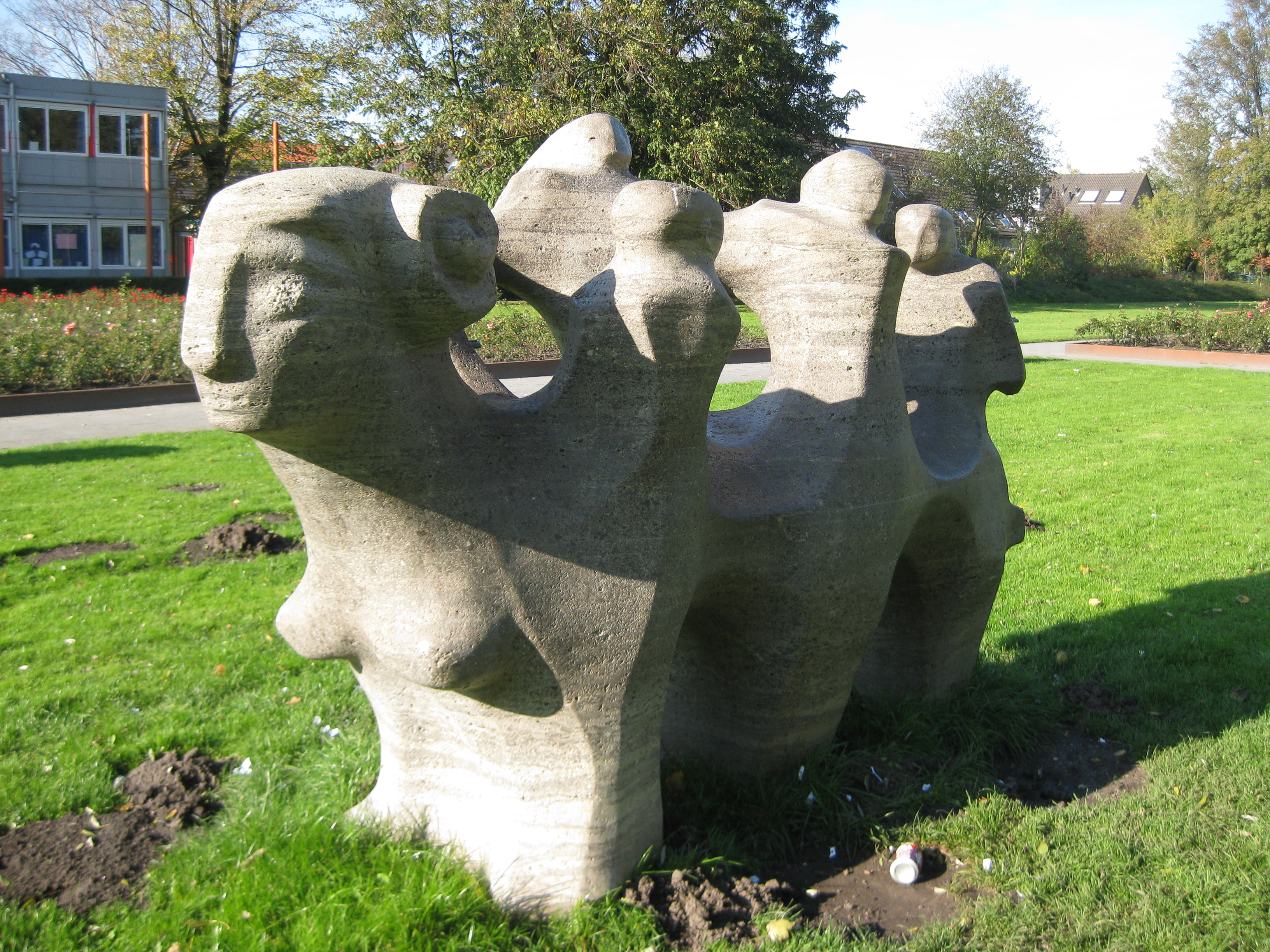
Beest van Nel van Lith uit 1974.
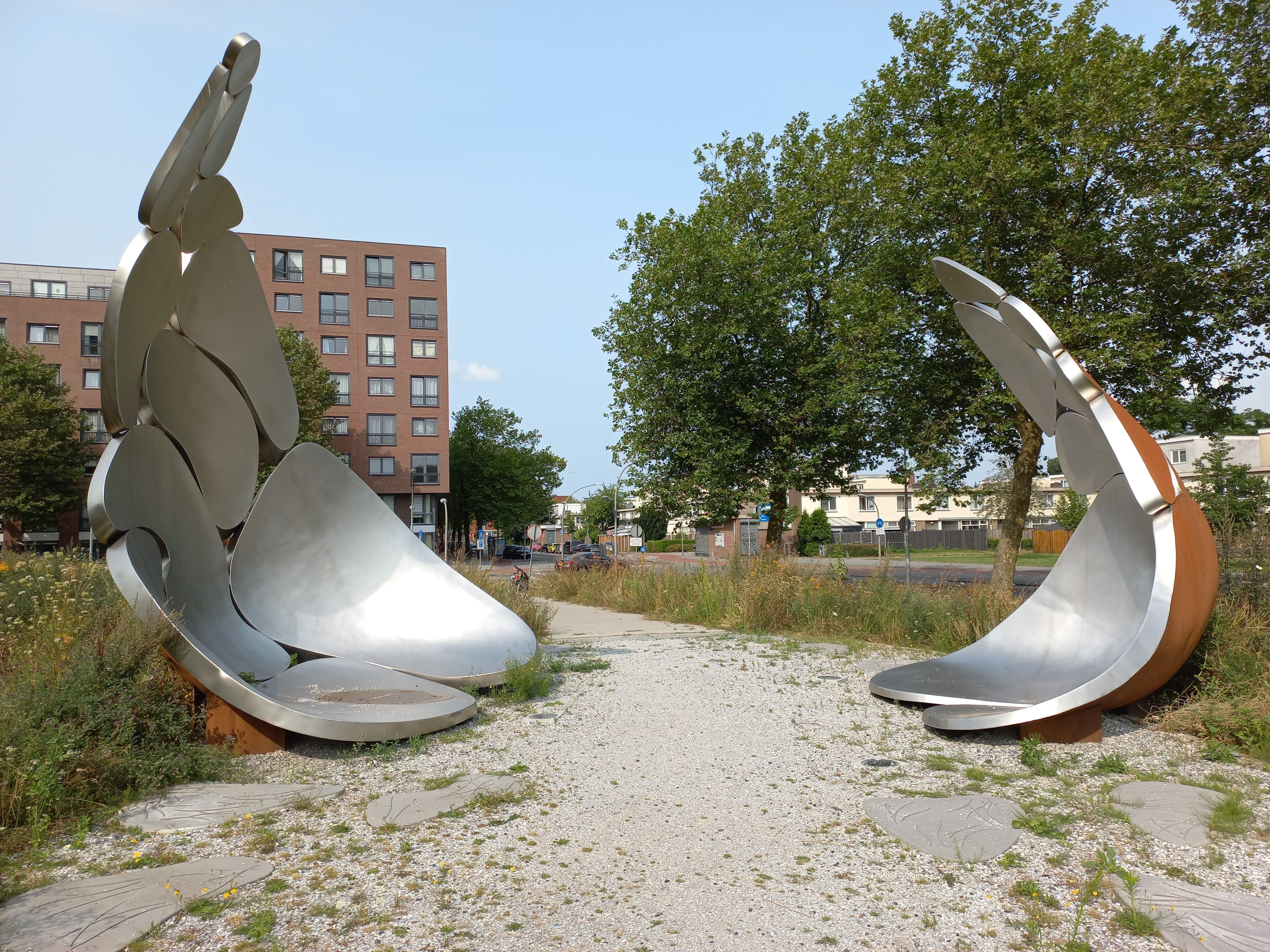
Rise van Caroline Ruijgrok en Sajoscha Talirz uit 2024